# Trojanów (województwo łódzkie)
Trojanów – wieś w Polsce położona w województwie łódzkim, w powiecie opoczyńskim, w gminie Sławno.
W latach 1975–1998 miejscowość położona była w województwie piotrkowskim.
Przez miejscowość przepływa rzeczka Słomianka, prawobrzeżny dopływ Pilicy.
Wierni Kościoła rzymskokatolickiego należą do parafii św. Wawrzyńca w Kunicach.

## Historia
Grunty wsi Trojanów należały do Dworu Kuniczki, które od poprzednich zmieniających się często właścicieli kupił w dniu 15 czerwca 1839 r. Trojan Teodor Sariusz – Skorkowski właściciel dworu Modrzew. Na porębie leśnej założył wieś, która wzięła nazwę od jego pierwszego imienia. Pierwsze domostwa powstały na wzgórkach blisko wsi Szadkowice w obniżeniu rzeki Słomianki. Obowiązującą w tych czasach pańszczyznę włościanie odrabiali we dworze w Modrzewiu. Kojarzył małżeństwa według własnego upodobania i osiedlał ich na ziemi. Tych, którzy się sprzeciwiali wysyłał w "sołdaty rosyjskie na 25 lat służby". Ustna wieść niesie, że właściciel Dworu Modrzew przegrał w karty, ale pozostał we dworze na łaskawym chlebie jako rezydent.